# Padarek (Kramatmulya)
Padarek is een bestuurslaag in het regentschap Kuningan van de provincie West-Java, Indonesië. Padarek telt 1872 inwoners (volkstelling 2010).